# Plongeur scientifique
Un plongeur scientifique est un plongeur en milieu aquatique marin ou continental dont le but est le recueil de données, d'échantillons ou d'informations à des fins de recherche scientifique ou d'enseignement.

## Description
Le plongeur n'effectue pas des travaux subaquatiques en permanence, mais il a besoin de s'immerger occasionnellement ou régulièrement pour pratiquer ses recherches. C'est la raison pour laquelle la plongée scientifique relève de la mention B, du certificat d'aptitude à l'hyperbarie (CAH), généralement un CAH de classe 1B suffit.
Les organismes de recherche sont quasiment les seuls à recruter des techniciens plongeurs à plein-temps pour assister les chercheurs et ingénieurs dans leurs travaux. Mais les places sont rares. Les postes sont ouverts sur concours, chaque organisme a une section de recrutement sur son site Web.

## Formation
La plongée scientifique est régie par les textes du Ministère du Travail : chaque plongeur doit être titulaire d’un certificat d’aptitude à l’hyperbarie (CAH) de mention B (Classe 1 (aptitude jusqu'à - 30 m), Classe 2 (jusqu'à -50m), ou Classe 3 (plongée aux mélanges)), et pour certains d’entre eux d’une qualification de chef de plongée scientifique (CPS) du CNRS. Ces niveaux sont obtenus après un stage spécifique de formation à la plongée scientifique. Ce stage est organisé chaque année dans les stations marines de Roscoff ou Banyuls... site du stage.
La plongée subaquatique appliquée à la collecte d'informations sur l'écologie en milieux aquatiques est une formation proposée par l'Université de rennes 1 dans le cadre du « Diplôme d'Université Biologie et Écologie Sous-Marine » avec la participation de l'équipe de plongeurs scientifiques.